# Bezirk Szczerzec
Bezirk Szczerzec – dawny powiat (Bezirk) kraju koronnego Królestwo Galicji i Lodomerii, funkcjonujący w latach 1854–1867. Siedzibą starostwa było miasto Szczerzec.

## Historia
Bezirk Szczerzec utworzono w ramach reformy uwłaszczeniowej z okresu Wiosny Ludów (1848–1849), która likwidowała jurysdykcję właściciela ziemskiego nad poddanymi. W Galicji, dominium – jako podstawowa jednostka administracyjna i filar systemu feudalnego straciło rację bytu. Konieczne stało się zatem wprowadzenie nowego systemu administracyjnego, którego zręby powstały w latach 1851–1855. Nowy trójstopniowy podział administracyjny objął 21 cyrkułów (niem. Kreise), 179 małych powiatów (niem. Bezirke) i ponad 6000 gmin (niem. Gemeinde).
Bezirk Szczerzec objął obszar o wielkości 6,0 mil², zamieszkany przez 25.087 ludzi i podzielony na 33 gminy katastralne, w tym jedno miasto (Szczerzec) i jedno miasteczko (Nawaria). Wszedł w skład cyrkułu lwowskiego, jako jeden z jego pięciu powiatów ziemskich.
Po nadaniu Galicji autonomii oraz powołaniu samorządu gminnego i powiatowego w 1865 zlikwidowano cyrkuły (Kreise). Dotychczasowe małe powiaty (Bezirke) w liczbie 179, utrzymały się do 1867 roku, kiedy to w następstwie kolejnej reformy administracyjnej (23 stycznia 1867) zostały zastąpione przez 74 większych powiatów. Obszar zniesionego Bezirk Szczerzec wszedł wtedy w całości w skład nowego powiatu lwowskiego.

## Podział administracyjny (1854)
| Lp. | Gmina jednostkowa                      | Powierzchnia | Ludność | Powiat w 1867 po zniesieniu |
| --- | -------------------------------------- | ------------ | ------- | --------------------------- |
| 1   | Szczerzec (M) z Rosenberg i Zagródkami | 736          | 5075    | lwowski                     |
| 2   | Chrusno Stare i Nowe                   | 2577         | 894     | lwowski                     |
| 3   | Dobrzany i Dornfeld                    | 3886         | 1522    | lwowski                     |
| 4   | Krasów z Reichenbach                   | 1064         | 1616    | lwowski                     |
| 5   | Łany                                   | 1926         | –       | lwowski                     |
| 6   | Nowosiółki                             | 3120         | 220     | lwowski                     |
| 7   | Ostrów                                 | 1701         | –       | lwowski                     |
| 8   | Piaski                                 | 2110         | –       | lwowski                     |
| 9   | Siemianówka                            | 2537         | 1624    | lwowski                     |
| 10  | Nagórzany                              | 3183         | 329     | lwowski                     |
| 11  | Porszna z Wójtowszczyzną               | 2606         | 809     | lwowski                     |
| 12  | Rakowiec                               | 1010         | 569     | lwowski                     |
| 13  | Nawaria (m)                            | 731          | 839     | lwowski                     |
| 14  | Maliczkowice                           | 756          | 376     | lwowski                     |
| 15  | Glinna                                 | 1206         | 541     | lwowski                     |
| 16  | Pustomyty i Wolica                     | 1952         | 766     | lwowski                     |
| 17  | Miłoszowice z Wieniawą                 | 1354         | 661     | lwowski                     |
| 18  | Podsadki                               | 804          | 300     | lwowski                     |
| 19  | Polana, Hucisko i Międzaki             | 5334         | 1055    | lwowski                     |
| 20  | Brodki                                 | 1123         | 729     | lwowski                     |
| 21  | Lubiana, Lubianka i Lindenfeld         | 1067         | 609     | lwowski                     |
| 22  | Głuchowiec                             | 1062         | 406     | lwowski                     |
| 23  | Humieniec                              | 1506         | 647     | lwowski                     |
| 24  | Dmytrze                                | 1992         | 1160    | lwowski                     |
| 25  | Falkenstein                            | 723          | 276     | lwowski                     |
| 26  | Popielany                              | 999          | 416     | lwowski                     |
| 27  | Sroki                                  | 986          | 254     | lwowski                     |
| 28  | Nikonkowice                            | 949          | 414     | lwowski                     |
| 29  | Wola Serdycka z Einsiedel              | 2071         | 607     | lwowski                     |
| 30  | Leśniowice                             | 2499         | 736     | lwowski                     |
| 31  | Polanka                                | 919          | 446     | lwowski                     |
| 32  | Mostki z Malinówką                     | 2199         | 700     | lwowski                     |
| 33  | Jastrzębków                            | 427          | 491     | lwowski                     |

Objaśnienie:
(M) = miasto; (m) = miasteczko